# Haploglenius reticulatus
Haploglenius reticulatus is een insect uit de familie van de vlinderhaften (Ascalaphidae), die tot de orde netvleugeligen (Neuroptera) behoort. 
Haploglenius reticulatus is voor het eerst wetenschappelijk beschreven door Navás in 1923.